# جورج دانيال هيرتز
جورج دانيال هيرتز (بالفرنسية: Daniel Hirtz)‏ هو شاعر فرنسي، ولد في 2 فبراير 1804 في ستراسبورغ في فرنسا، وتوفي بنفس المكان في 20 أبريل 1893.